# Kökény-övesbagolylepke
A kökény-övesbagolylepke (Catocala fulminea)  a rovarok (Insecta) osztályának a lepkék (Lepidoptera) rendjéhez, ezen belül a bagolylepkefélék (Noctuidae) családjához tartozó faj.

## Elterjedése
Délkeleti és a mérsékelt égövi Európában elterjedt. Forró, száraz és napos helyeken, a lejtőkön, tisztásokon, erdők szélén, a völgyekben, sövények, a fák szegélyezte utak mellett, valamint a gyümölcsösökben.

## Megjelenése
Szárnyfesztávolsága 44–52 milliméter. Általában barna, néha sárga vagy szürkésbarna színűek.  A minta az első szárnyon nagyon hangsúlyos. A hátsó szárnyak sárga színűek két fekete vonallal. A hernyó a nyolcadik szegmensén különösen hosszú visszahajló „tűt” visel.

## Életmódja
A lepkék június végétől augusztus elejéig, és a hernyók április végétől június elejéig láthatók. A hernyók tápnövénye főként kökény, galagonya (Crataegus), körte (Pyrus) és tölgy (Quercus) nemzetségekbe tartozó fajok. A kis hernyók alakja a vékony ágakat utánozza.

## Fordítás
- Ez a szócikk részben vagy egészben  a   Gelbes Ordensband című német Wikipédia-szócikk fordításán alapul.  Az eredeti cikk szerkesztőit annak laptörténete sorolja fel. Ez a jelzés csupán a megfogalmazás eredetét és a szerzői jogokat jelzi, nem szolgál a cikkben szereplő információk forrásmegjelöléseként.